# Берсин (герб)
Берсин (пол. Bersin) — польский дворянский герб.

## Описание
Щит пересечен пополам; в верхнем красном поле, между двух золотых шестиконечных звёзд, белая повязка; в нижнем же золотом, белый конь, вправо, с черною подпругою.
В навершии шлема три страусовые пера; на них крестообразно золотые якорь и топор, последний острием к середине. Намет красный с золотым подбоем. Герб Берсин Берского внесен в Часть 1 Гербовника дворянских родов Царства Польского, стр. 194

## Герб используют
Герб вместе с потомственным дворянством Всемилостивейше пожалован, за оказанные по инженерной части заслуги, Франциску Осипову сыну Берскому, Генерал-майору Корпуса Инженеров Путей Сообщения, на основании Статьи 3 и 16 пункта 2 Положения о дворянстве 1836 года, Высочайшею Грамотою Государя Императора и Царя НИКОЛАЯ I в 9 (21) день Апреля 1847 года данною.